# FR 1

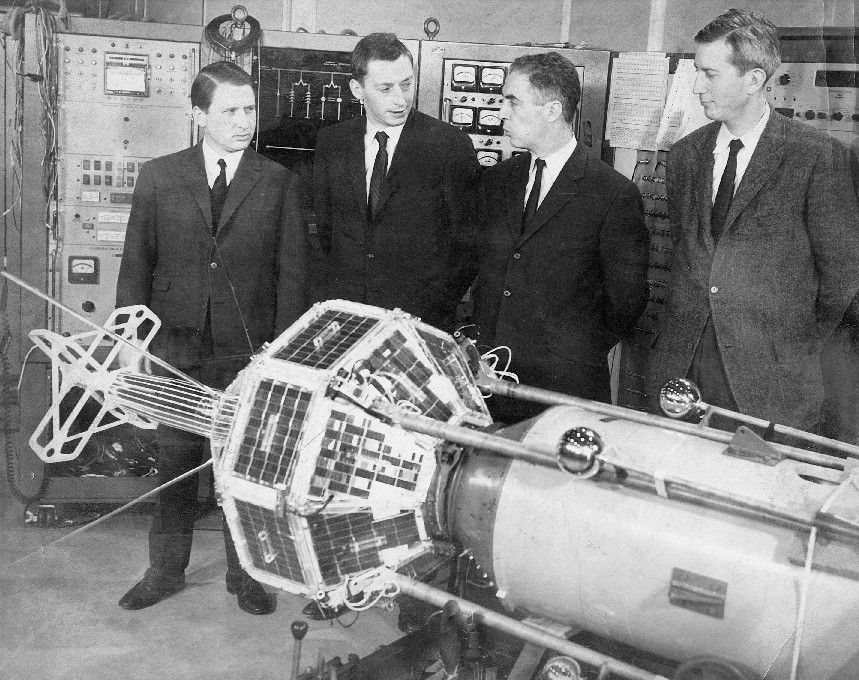
Construção do FR 1

FR 1 é o segundo satélite científico francês, colocado em órbita no dia 6 de dezembro de 1965 por um foguete norte-americano, sendo que o primeiro foi lançado 10 dias antes, com o nome de Asterix, da Base da Força Aérea de Vandenberg e tinha como objetivo, o estudo da propagação de ondas de rádio com frequência muito baixa, na ionosfera e magnetosfera.
Sensores foram instalados e eram compostos por três antenas magnéticas e duas antenas elétricas. Dois outros instrumentos foram instalados: uma sonda de densidade eletrônica de plasma e um magnetômetro tri-axial.
A missão científica foi planejada por Robert Owen Llewelyn da CNET e realizada em conjunto pela CNES.O satélite FR-1 foi o primeiro trabalho do cientista francês e também o primeiro empreendimento da CNES.

## Ligações Externas
Missão Ciêntifica do satélite FR-1[ligação inativa]